# Chereuta
Chereuta är ett släkte av fjärilar. Chereuta ingår i familjen plattmalar.
Kladogram enligt Catalogue of Life:
| Chereuta | \| \| Chereuta anthracistis \| \| \| \| \| \| Chereuta argopasta \| \| \| \| \| \| Chereuta chalcistis \| \| \| \| \| \| Chereuta tinthalea \| \| \| \| |
|          | \| \| Chereuta anthracistis \| \| \| \| \| \| Chereuta argopasta \| \| \| \| \| \| Chereuta chalcistis \| \| \| \| \| \| Chereuta tinthalea \| \| \| \| |
|          | Chereuta anthracistis |
|          | |
|          | Chereuta argopasta |
|          | |
|          | Chereuta chalcistis |
|          | |
|          | Chereuta tinthalea |
|          | |